# IEEEロバート・ノイス・メダル
IEEEロバート・ノイス・メダル（IEEE Robert N. Noyce Medal）は、IEEEの顕彰の一つで、マイクロエレクトロニクス業界への卓越した業績を認められる者に贈られる賞である。インテルの創業者ロバート・ノイスにちなんで2000年に創設され、同社がスポンサーとなっている。

## 受賞者
- 2000年 モリス・チャン
- 2001年 佐々木元
- 2002年 西義雄
- 2003年 Donald R. Scifres
- 2004年 Craig R. Barrett
- 2005年 Wilfred Corrigan
- 2006年 吉田庄一郎
- 2007年 Aart de Geus
- 2008年 Paul R. Gray
- 2009年 Eliyahou Harari
- 2010年 James C. Morgan
- 2011年 Pasquale Pistorio
- 2012年 Yoon-Woo Lee
- 2013年 Sunlin Chou, Youssef A. El-Mansy
- 2014年 John E. Kelly III
- 2015年 Martin van den Brink
- 2016年 菅野卓雄
- 2017年 Henry I. Smith
- 2018年 牧本次生
- 2019年 Antun Domic
- 2020年 香山晋
- 2021年 Lisa Su
- 2022年 Jason Cong
- 2023年 Luc Van den Hove
- 2024年 Tsai Ming-kai（蔡明介）
- 2025年 Kinam Kim